# Lucyfer Prime Evil
«Lucyfer Prime Evil» es un sencillo de la banda finlandesa de hard rock Lordi, que fue publicado el 27 de enero de 2023. Es el primer sencillo del álbum Screem Writers Guild.

## Lista de canciones
- Lucyfer Prime Evil (4:48)

## Créditos
- Mr. Lordi (vocalista)
- Kone (guitarra)
- Hiisi (bajo)
- Mana (batería)
- Hella (piano)